# L'opera di Rabelais e la cultura popolare
L'opera di Rabelais e la cultura popolare (in russo Творчество Франсуа Рабле и народная культура средневековья и Ренессанса?, traslitterato Tvorčestvo Fransua Rable i narodnaja kul'tura srednevekov'ja i Renessansa) è un testo critico di Michail Bachtin sull'opera dell'autore rinascimentale francese François Rabelais.

## Storia
La dissertazione su Rabelais, che Bachtin scrisse nel corso della Seconda guerra mondiale, incontrò immediatamente degli oppositori, tanto che al critico venne negato il dottorato. Perciò, a causa dei suoi contenuti controversi, Rabelais e la cultura popolare del Medioevo e del Rinascimento non fu pubblicato che nel 1965.

## Contenuto
Il volume, ora ritenuto fondamentale nello studio della letteratura rinascimentale, esplora la serie di Gargantua e Pantagruel, affermando che l'opera di Rabelais era stata male interpretata; in L'opera di Rabelais e la cultura popolare, infatti, Bachtin ne evidenzia la franchezza e la trasparenza.
Attraverso il suo volume, Bachtin rispolvera sezioni di Gargantua e Pantagruel che erano state ignorate o soppresse e conduce un'analisi della società rinascimentale per scoprire il confine tra il linguaggio permesso e quello proibito. Così Bachtin individua due importanti messaggi: il primo è che il carnevale viene identificato come istituzione sociale e che il corpo grottesco è un vero e proprio modo letterario.
Pertanto, in L'opera di Rabelais e la cultura popolare studia l'interazione tra il sociale ed il letterario.

## Carnevale
Per Bachtin, il carnevale è associato alla collettività. Coloro che partecipano al carnevale non costituiscono solo una folla, piuttosto le persone sono viste nella totalità, organizzata in un modo diverso da quella socioeconomica e politica. Secondo Bachtin: 
L'atmosfera carnevalesca considera più importanti gli aspetti secondari della vita, in opposizione a capacità di livello superiore (pensiero, parola, anima) che erano solitamente prese più in considerazione trattandosi del significato.
Durante il carnevale, la particolare percezione dello spazio e del tempo permette a tutti gli individui di sentirsi parte della collettività, tanto che smettono di essere sé stessi ed è a quel punto che, attraverso il costume e la maschera, l'individuo si rinnova. Allo stesso tempo ne deriva una più alta consapevolezza della propria unità materiale, sensuale e corporale e della comunità.

## Il grottesco
La concezione di carnevale di Bachtin è strettamente legata a quella del grottesco. La collettività che prende parte al carnevale è cosciente della propria unità nel tempo e la propria immortalità storica in quanto tale, ed è associata con il ciclo continuo di morte e rigenerazione.
Secondo Bachtin, il corpo ha bisogno di una specie di orologio per rendersi conto della propria eternità. Il grottesco è il termine impiegato dal critico per indicare il tempo scandito dai cambiamenti corporali, attraverso la nutrizione, la defecazione ed il sesso: è usato per come dispositivo di misurazione.

## Storia della risata
Bachtin apre la sua opera con una citazione di Aleksandr Herzen:
(L'opera di Rabelais e la cultura popolare, capitolo I)
Una delle prime espressioni della concezione del mondo antico della risata sono le lettere apocrife di Ippocrate su Democrito. La risata di Democrito aveva un valore filosofico, essendo diretta alla vita dell'uomo con tutte le sue vane speranze e paure relative agli dèi e la vita dopo la morte. In questo caso Democrito fece della sua risata un'intera concezione del mondo, di un uomo che ha finalmente raggiunto la maturità ed è diventato cosciente. Ippocrate alla fine si è dimostrato d'accordo con lui.